# Le Savant et le Chimpanzé
Le Savant et le Chimpanzé je francouzský němý film z roku 1900. Režisérem je Georges Méliès (1861–1938). Film trvá zhruba jednu minutu.
Dvoupatrová scéna byla později ve stejném roce použita ve snímku La Maison tranquille. Taktéž postava opice se později objevila v mnoha Mélièsových filmech včetně snímku Les Quatre Cents Farces du diable.

## Děj
Doktor (Georges Méliès) opouští svou laboratoř. Toho využije opice (neznámý herec), která se svépomocí dostane z klece a začne dělat v laboratoři chaos. Doktor se vrátí a chytne opici za ocas. Ocas se od opice oddělí a přichytí se za nos doktora. Zatímco se opice dostane do pokoje o patro výš, kde také způsobí nepořádek, dole přichází na pomoc doktorovi služebná (neznámá herečka), která z něj sundá ocas. V tom okamžiku se opice propadne skrz podlaží a strhne ze služebné sukni. Doktor a služebná jí však utečou.